# Lăpușnicu Mare (gmina)
Gmina Lăpușnicu Mare – gmina w okręgu Caraș-Severin w zachodniej Rumunii. Zamieszkuje ją 1647 osób. W skład gminy wchodzą dwie miejscowości Lăpușnicu Mare i Moceriș. 